# Giornale on-line
Un giornale on-line è una testata giornalistica che viene pubblicata tramite Internet.

## Tipologie
Come nella stampa cartacea, un giornale online può essere di informazione o un periodico dedicato ad un settore specifico (letteratura, arte, sport, società, politica) o anche un progetto di giornalismo partecipativo.
La scrittura per il web è di tipo diverso da quella per la carta stampata: deve essere sintetica, rapida, chiara e, per il tipo di supporto usato (il video), non si presta alla prolissità. Un giornale online condivide con i blog alcune caratteristiche come, appunto, la modalità di scrittura ma si distingue per la presenza di una redazione e per il controllo editoriale e professionale sui contenuti.
Tutte le testate giornalistiche cartacee più importanti hanno una versione online, con redazioni dedicate che hanno il compito di integrare con approfondimenti le inchieste sviluppate sfruttando tutti i media che il web mette a disposizione (video, audio, foto).
In Italia i giornali online sono riuniti in alcune associazioni di categoria tra cui, l'Associazione nazionale stampa online (ANSO), fondata nel 2003, e l'Unione stampa periodica italiana (USPI). 

### Periodicità
È la stessa delle testate cartacee: quotidiana, settimanale, mensile o anche oltre (bimestrale, trimestrale, quadrimestrale). Le testate quotidiane hanno il vantaggio di poter aggiornare i contenuti in tempo reale.

## Normativa

### Normativa italiana

#### Testate giornalistiche
In Italia, le testate giornalistiche online - in quanto prodotti editoriali - rispondono alle leggi sulla stampa e devono essere registrate presso il tribunale competente, avere un direttore responsabile, un editore e uno stampatore. In luogo dello stampatore, la testata giornalistica online deve dichiarare l'identità dell'internet provider (cioè del fornitore di accesso a internet). La nuova legge sull'editoria, approvata nel 2016 (legge 26 ottobre 2016, n. 198) riconosce i quotidiani online come testate giornalistiche a tutti gli effetti.

Nel 2018 il sindacato dei giornalisti e l'Unione stampa periodica italiana hanno approvato il nuovo contratto nazionale di lavoro biennale. Il contratto prevede varie figure professionali. Tra i redattori sono compresi per la prima volta anche i redattori web, che così beneficiano delle stesse tutele dei colleghi della carta stampata.

#### Siti di notizie
Legge 7 marzo 2001, n. 62 : "I soggetti tenuti all’iscrizione al registro degli operatori di comunicazione, ai sensi dell’articolo 1, comma 6, lettera a), numero 5), della legge 31 luglio 1997, n. 249, sono esentati dall’osservanza degli obblighi previsti dall’articolo 5 della legge 8 febbraio 1948, n. 47.
Art. 5 (Registrazione)
Nessun giornale o periodico può essere pubblicato se non sia stato registrato presso la cancelleria del tribunale, nella cui circoscrizione la pubblicazione deve effettuarsi. Per la registrazione occorre che siano depositati nella cancelleria:
1. una dichiarazione, con le firme autenticate del proprietario e del direttore o vice direttore responsabile, dalla quale risultino il nome e il domicilio di essi e della persona che esercita l'impresa giornalistica, se questa è diversa dal proprietario, nonché il titolo e la natura della pubblicazione;
2. i documenti comprovanti il possesso dei requisiti indicati negli artt. 3 e 4;
3. un documento da cui risulti l'iscrizione nell'albo dei giornalisti, nei casi in cui questa sia richiesta dalle leggi sull'ordinamento professionale;
4. copia dell'atto di costituzione o dello statuto, se proprietario è una persona giuridica.

Il presidente del tribunale o un giudice da lui delegato, verificata la regolarità dei documenti presentati, ordina, entro quindici giorni, l'iscrizione del giornale o periodico in apposito registro tenuto dalla cancelleria. Per cui chi volesse intraprendere un'attività giornalistica telematica molto semplice è esentato dall'iscrizione al Tribunale, tuttavia deve iscriversi al Registro degli operatori di comunicazione, gratuitamente tramite la Carta nazionale dei servizi.
Fonte: Ordine dei giornalisti, Testate e direzioni
La legge n. 62 del 2001 ha stabilito che un sito internet informativo deve registrarsi presso il tribunale solo se intende chiedere i finanziamenti pubblici. A tale fine la testata online deve dimostrare di avere una periodicità regolare e di impiegare giornalisti a tempo pieno.
Negli anni seguenti permaneva però una certa confusione riguardo alla differenza tra testata giornalistica e mero sito internet. Infatti la legge n. 62/2001 su questo aspetto si prestava ad interpretazioni differenti. La disputa è arrivata nelle corti di giustizia nel 2004: in quell'anno il tribunale di Modica (RG) ha condannato lo storico Carlo Ruta, riconoscendolo colpevole del reato di stampa clandestina, per non aver registrato come testata giornalistica il suo sito web di documentazione storica e sociale. Gli è stata contestata la violazione dell'art. 16 della legge sulla stampa, norma che in questo caso è stata estesa al world wide web e, in particolare, ai blog. 
Dopo un tentativo di riforma governativo andato a vuoto, è giunta la prima sentenza della Corte di cassazione (n. 10535/2008), con la quale la Suprema Corte ha stabilito che le aree di discussione su internet, come blog e forum, non sono soggette alla legge sulla stampa. Nel 2012 la Corte di Cassazione ha così annullato la sentenza avversa a Carlo Ruta (che invece l'anno prima era stato condannato in secondo grado dalla Corte d'Appello di Catania). Le motivazioni della sentenza, pubblicate il 16 settembre 2012, spiegano che il reato di stampa clandestina non è applicabile ad un blog su Internet.
Il decreto legge 18 maggio 2012, n. 63 (convertito con modificazioni dalla legge 16 luglio 2012, n. 103) ha confermato che le “testate online realizzate unicamente su supporto informatico e diffuse unicamente per via telematica” non hanno gli stessi obblighi delle testate giornalistiche (quindi non sono tenute a registrarsi presso il tribunale).

## Giornali on-line per nazione

### Cina
- Global Times

### Croazia
- La Voce del Popolo

### Francia
- Médiapart

### Germania
- taz.de

### Israele
- The Times of Israel

### Italia
- affaritaliani.it
- Blitz Quotidiano
- Criptovaluta.it
- Fanpage.it
- L'Indipendente
- La Giustizia (solo online dal 2023)
- Lavoce.info
- Linkiesta
- MeridioNews
- Money.it
- NeXt Quotidiano
- Notizie.it
- Open.online
- OrizzonteScuola
- Quotidiano.net
- Il Post
- The Post Internazionale
- Secolo d'Italia (solo online dal 2012)
- Il Sussidiario
- Il Telegrafo (solo online dal 2019)
- Today

### Polonia
- Wirtualna Polska

### Regno Unito
- The Independent (solo online dal 2016)
- The Yorkshire Times

### Russia
- Sputnik International

### Spagna
- LibertadDigital

### Stati Uniti d'America
- Breitbart News
- BuzzFeed News
- The Daily Beast
- The Daily Wire
- HuffPost
- The Intercept
- Seattle Post-Intelligencer (solo online dal 2009)
- Slate
- Vox

### Uruguay
- La Gente d'Italia